# لغة جانزا
لغة جانزا هي لغة من اللغات الأوموتية يتحدث بها في ولاية النيل الأزرق في السودان وغرب منطقة بنيشنقول-قمازفي إثيوبيا